# Захаров, Артём Юрьевич
Артём Ю́рьевич Заха́ров (укр. Артем Юрійович Захаров; 19 июня 1996 года; Запорожье, Украина) — украинский футболист, полузащитник.

## Игровая карьера
Воспитанник ДЮСШ ФК «Металлург» (Запорожье), первый тренер — Н. Н. Сеновалов. За юниорскую команду «Металлурга» дебютировал 31 июля 2013 года в выездном матче против донецкого «Шахтёра» (1:0). Зимой 2015 года был переведён в молодёжный состав запорожской команды, где до конца сезона 2014/15 годов отыграл 8 матчей.
17 июля 2015 года в первом туре следующего сезона 2015/16 в матче против луганской «Зари» дебютировал в украинской Премьер-лиге, заменив в конце второго тайма Виталия Лисицкого. Со следующего сезона продолжал играть за запорожский клуб, переведённый во вторую лигу. Осенью 2017 года стал основным игроком клуба, сыграв 21 матч, однако команда выступала неудачно, проиграв большинство матчей с крупным счётом.
Весной 2018 года выступал в чемпионате Запорожской области за клуб «Таврия-Скиф» (Роздол).